# اچ‌ام‌اس والارو (۱۸۹۰)
اچ‌ام‌اس والارو (۱۸۹۰) (به انگلیسی: HMS Wallaroo (1890)) یک کشتی بود که طول آن ۲۷۸ فوت (۸۵ متر) بود. این کشتی در سال ۱۸۹۰ ساخته شد.